# Anna van Nassau-Hadamar
Anna van Nassau-Hadamar († 21 januari 1404), Duits: Anna Gräfin von Nassau-Hadamar, was een gravin uit het Huis Nassau-Hadamar, een zijtak van de Ottoonse Linie van het Huis Nassau, en door huwelijk gravin van Nassau-Sonnenberg. Ze was als de oudste zuster van de laatste graaf van Nassau-Hadamar betrokken bij de strijd om dat graafschap die haar beide echtgenoten in haar naam voerden tegen de graaf van Nassau-Siegen en de landgraaf van Hessen.

## Biografie
Anna was de tweede maar oudst overlevende dochter van graaf Johan van Nassau-Hadamar en Elisabeth van Waldeck, dochter van graaf Hendrik IV van Waldeck en Adelheid van Kleef.
Anna huwde vóór 8 november 1362 met graaf Rupert ‘de Krijgshaftige’ van Nassau-Sonnenberg (ca. 1340 – 4 september 1390). Anna ontving in 1365 de Burcht Sonnenberg als weduwengoed.
Toen Anna’s broer Hendrik tussen 1367 en 1369 kinderloos overleed, was Emico III de enig overgebleven broer en wettige opvolger. Emico was echter zwakzinnig en werd daarom als ongeschikt voor de regering beschouwd. Direct na het overlijden van Hendrik begon de Nassau-Hadamarse Successiestrijd. Zijn verwanten brachten Emico onder in Klooster Arnstein, terwijl zij met landgraaf Hendrik II van Hessen om zijn erfenis streden.
Anna’s echtgenoot Rupert werd de voogd van Emico en nam de regering in Nassau-Hadamar over. Tegelijkertijd maakte echter ook graaf Johan I van Nassau-Siegen, de senior van de Ottoonse Linie, erfaanspraken op Nassau-Hadamar. Uiterlijk in 1371 kwam het tot een openlijke breuk tussen Rupert en Johan. Tijdens de daaropvolgende veertien jaar bestreden beiden elkaar in jarenlange vetes, die slechts tweemaal (in 1374 en 1382) na door derden bemiddelde kortdurende overeenkomsten onderbroken werden. Tussen 1372 en 1374 werd de stad Nassau zo zwaar verwoest dat die voor enige tijd opgegeven werd. Een op 22 juni 1385 door bemiddeling van de Rijnlandse Stedenbond tot stand gekomen overeenkomst, die de overeenkomsten van 1374 en 1382 in alle wezenlijke zaken bekrachtigde, hield een tijdlang stand. Rupert en Johan deelden Nassau-Hadamar. De stad Hadamar werd overgedragen aan Anna.
Rupert overleed op 4 september 1390. Op 12 januari 1391 sloot Anna een overeenkomst met graaf Walram IV van Nassau-Wiesbaden-Idstein, waarmee de terugkeer van de Burcht Sonnenberg na haar overlijden aan de Walramse Linie van het Huis Nassau verzekerd werd.
Anna hertrouwde vóór 11 januari 1391 met graaf Diederik VIII van Katzenelnbogen († 17 februari 1402) en deze maakte direct aanspraak op Nassau-Hadamar. De strijd om Nassau-Hadamar werd nu hervat tussen Diederik en Johan I van Nassau-Siegen. In de op 21 juni 1394 tussen Johan en Diederik gesloten overeenkomst verplichtte Johan zich voor het onderhoud van Emico te zorgen zolang deze in Nassau was. Johan legde bij deze gelegenheid in een oorkonde ook vast dat hij Nassau-Hadamar, met alle toebehoren, in naam van Emico bezat, dat hij Emico als graaf van Nassau erkende en hem in Nassau-Hadamar zou laten huldigen. In deze oorkonde wordt Emico voor de laatste keer vermeld; wanneer hij overleed, is onbekend. Met Emico stierf het Huis Nassau-Hadamar in mannelijke lijn uit. De strijd tussen Johan en Diederik ging voort.

Diederik overleed op 17 februari 1402 en Anna op 21 januari 1404. Beiden werden begraven in Klooster Eberbach in de Rheingau. Anna’s weduwengoed, de Burcht Sonnenberg en de bijbehorende heerlijkheid werd geërfd door de graven Adolf II van Nassau-Wiesbaden-Idstein en Filips I van Nassau-Weilburg, die het in gezamenlijk bezit hielden. De strijd om Nassau-Hadamar tussen de graven van Katzenelnbogen en Johan I van Nassau-Siegen sleepte zich voort tot 1408. Uiteindelijk erfde Johan ⅓ van Hadamar en Ellar, ⅔ van (Bad) Ems, de Esterau en Dietkirchen.

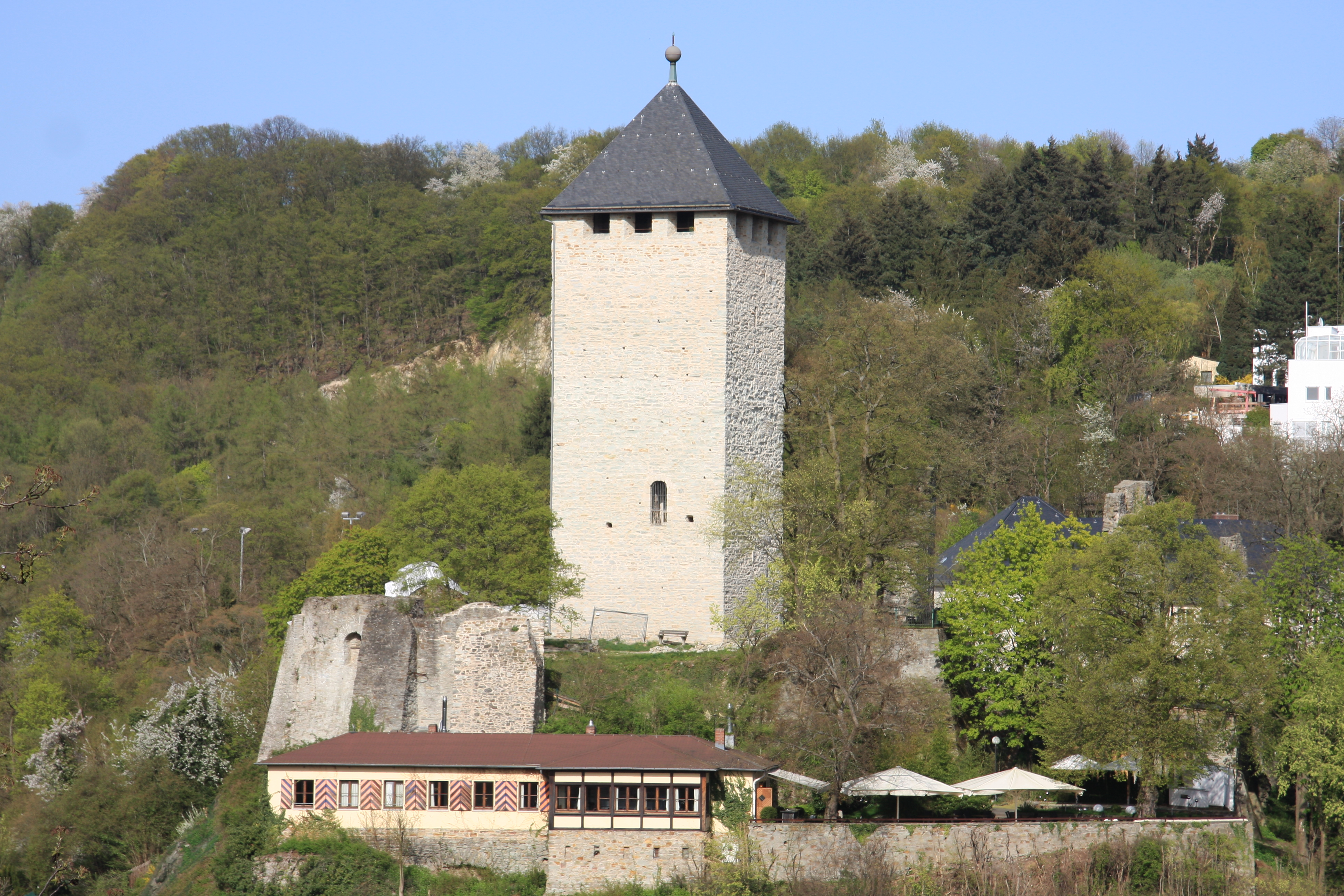
De Burcht Sonnenberg
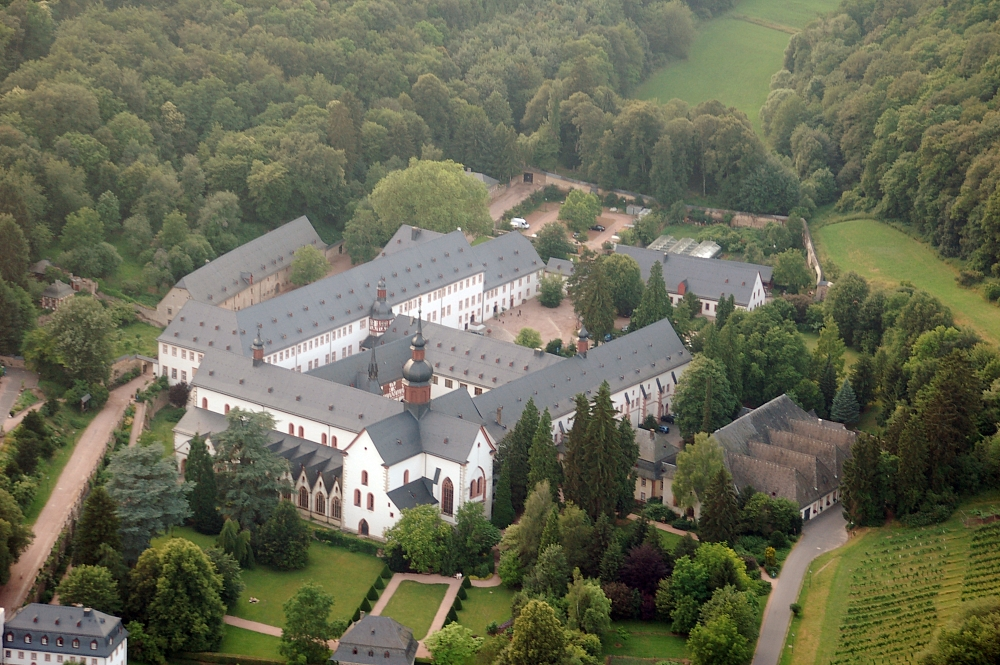
Klooster Eberbach

## Voorouders
| Voorouders van Anna van Nassau-Hadamar | Voorouders van Anna van Nassau-Hadamar                                                                    | Voorouders van Anna van Nassau-Hadamar                                               | Voorouders van Anna van Nassau-Hadamar                                               | Voorouders van Anna van Nassau-Hadamar                                               | Voorouders van Anna van Nassau-Hadamar                                               | Voorouders van Anna van Nassau-Hadamar                                                           | Voorouders van Anna van Nassau-Hadamar                                                       | Voorouders van Anna van Nassau-Hadamar                                                       |
| -------------------------------------- | --- | ------------------------------------------------------------------------------------ | ------------------------------------------------------------------------------------ | ------------------------------------------------------------------------------------ | ------------------------------------------------------------------------------------ | ------------------------------------------------------------------------------------------------ | -------------------------------------------------------------------------------------------- | -------------------------------------------------------------------------------------------- |
| Betovergrootouders                     | Hendrik II ‘de Rijke’ van Nassau (ca. 1180–1247/50) ⚭ vóór 1215 Machteld van Gelre en Zutphen (?–na 1247) | Emico IV van Leiningen (?–1276/79) ⚭ Elisabeth (?–1263)                              | Koenraad I van Neurenberg (?–1260/61) ⚭ Clementia (?–?)                              | Albrecht I van Saksen (?–1260) ⚭ 1247/48 Helena van Brunswijk-Lüneburg (1223–1273)   | Hendrik III van Waldeck (?–1267) ⚭ Mechtild van Arnsberg (?–na 1298)                 | Hendrik I ‘het Kind’ van Hessen (1244–1308) ⚭ vóór 1263 Adelheid van Brunswijk-Lüneburg (?–1274) | Diederik V van Kleef (ca. 1226–1275) ⚭ 1255 Aleidis van Heinsberg (?–na 1303)                | Otto II ‘de Lamme’ van Gelre en Zutphen (?–1271) ⚭ 1252/54 Filippa van Dammartin (?–1277/81) |
| Overgrootouders                        | Otto I van Nassau (?–1289/90) ⚭ vóór 1270 Agnes van Leiningen (?–na 1299)                                 | Otto I van Nassau (?–1289/90) ⚭ vóór 1270 Agnes van Leiningen (?–na 1299)            | Frederik III van Neurenberg (?–1297) ⚭ vóór 1278 Helena van Saksen (?–1309)          | Frederik III van Neurenberg (?–1297) ⚭ vóór 1278 Helena van Saksen (?–1309)          | Otto I van Waldeck (?–1305) ⚭ vóór 1276 Sophia van Hessen (?–na 1331)                | Otto I van Waldeck (?–1305) ⚭ vóór 1276 Sophia van Hessen (?–na 1331)                            | Diederik VI van Kleef (1256/57–1305) ⚭ vóór 1279 Margaretha van Gelre en Zutphen (?–1282/87) | Diederik VI van Kleef (1256/57–1305) ⚭ vóór 1279 Margaretha van Gelre en Zutphen (?–1282/87) |
| Grootouders                            | Emico I van Nassau-Hadamar (?–1334) ⚭ vóór 1297 Anna van Neurenberg (?–1355/57)                           | Emico I van Nassau-Hadamar (?–1334) ⚭ vóór 1297 Anna van Neurenberg (?–1355/57)      | Emico I van Nassau-Hadamar (?–1334) ⚭ vóór 1297 Anna van Neurenberg (?–1355/57)      | Emico I van Nassau-Hadamar (?–1334) ⚭ vóór 1297 Anna van Neurenberg (?–1355/57)      | Hendrik IV van Waldeck (?–1348) ⚭ 1306 Adelheid van Kleef (?–na 1320)                | Hendrik IV van Waldeck (?–1348) ⚭ 1306 Adelheid van Kleef (?–na 1320)                            | Hendrik IV van Waldeck (?–1348) ⚭ 1306 Adelheid van Kleef (?–na 1320)                        | Hendrik IV van Waldeck (?–1348) ⚭ 1306 Adelheid van Kleef (?–na 1320)                        |
| Ouders                                 | Johan van Nassau-Hadamar (?–1364/65) ⚭ vóór 1331 Elisabeth van Waldeck (?–vóór 1385)                      | Johan van Nassau-Hadamar (?–1364/65) ⚭ vóór 1331 Elisabeth van Waldeck (?–vóór 1385) | Johan van Nassau-Hadamar (?–1364/65) ⚭ vóór 1331 Elisabeth van Waldeck (?–vóór 1385) | Johan van Nassau-Hadamar (?–1364/65) ⚭ vóór 1331 Elisabeth van Waldeck (?–vóór 1385) | Johan van Nassau-Hadamar (?–1364/65) ⚭ vóór 1331 Elisabeth van Waldeck (?–vóór 1385) | Johan van Nassau-Hadamar (?–1364/65) ⚭ vóór 1331 Elisabeth van Waldeck (?–vóór 1385)             | Johan van Nassau-Hadamar (?–1364/65) ⚭ vóór 1331 Elisabeth van Waldeck (?–vóór 1385)         | Johan van Nassau-Hadamar (?–1364/65) ⚭ vóór 1331 Elisabeth van Waldeck (?–vóór 1385)         |